# يسوع في المانوية
في المانوية، يُعتبر يسوع أحد أنبياء الدين الأربعة، إلى جانب زرادشت وغوتاما بوذا وماني. وهو أيضًا"إله مرشد" يحيي أجساد الصالحين النورانية بعد خلاصهم.
قبل دخول المانوية إلى آسيا الوسطى، لم يكن عدد الأنبياء الذين اعترفت بهم المانوية محددًا. بعد دخولها إلى آسيا الوسطى، حُدد عددهم بخمسة، أي الأنبياء الأربعة المذكورين أعلاه بالإضافة إلى الإله الهندوسي نارايانا، وذلك لما كان للهندوسية من تأثير كبير في آسيا الوسطى القديمة.
نشأ ماني، مؤسس الكنيسة، في عائلة مسيحية في القرن الثالث الميلادي. كان والده باتيك مؤمنًا بالكنيسة. عاشوا في جنوب بلاد ما بين النهرين تحت حكم الأسرة الساسانية. على الرغم من أن ماني يذكر الزرادشتية والساكياموني في كتاباته، إلا أن يسوع هو النقطة الأساسية. على سبيل المثال: "يسوع هو مخلص ماني"؛ "ماني، رسول يسوع المسيح" (ختم ماني البلوري واسمه في الرسالة)؛ "ماني هو الروح القدس ليسوع" (اللقب الشرفي الذي أطلقه عليه تلاميذ ماني). كتب أحد آباء الكنيسة أوغسطينوس ذات مرة عن هوس المانويين بيسوع، وهناك العديد من الترانيم في الكتب المقدسة المانوية بلغات مختلفة.

## يسوع وماني

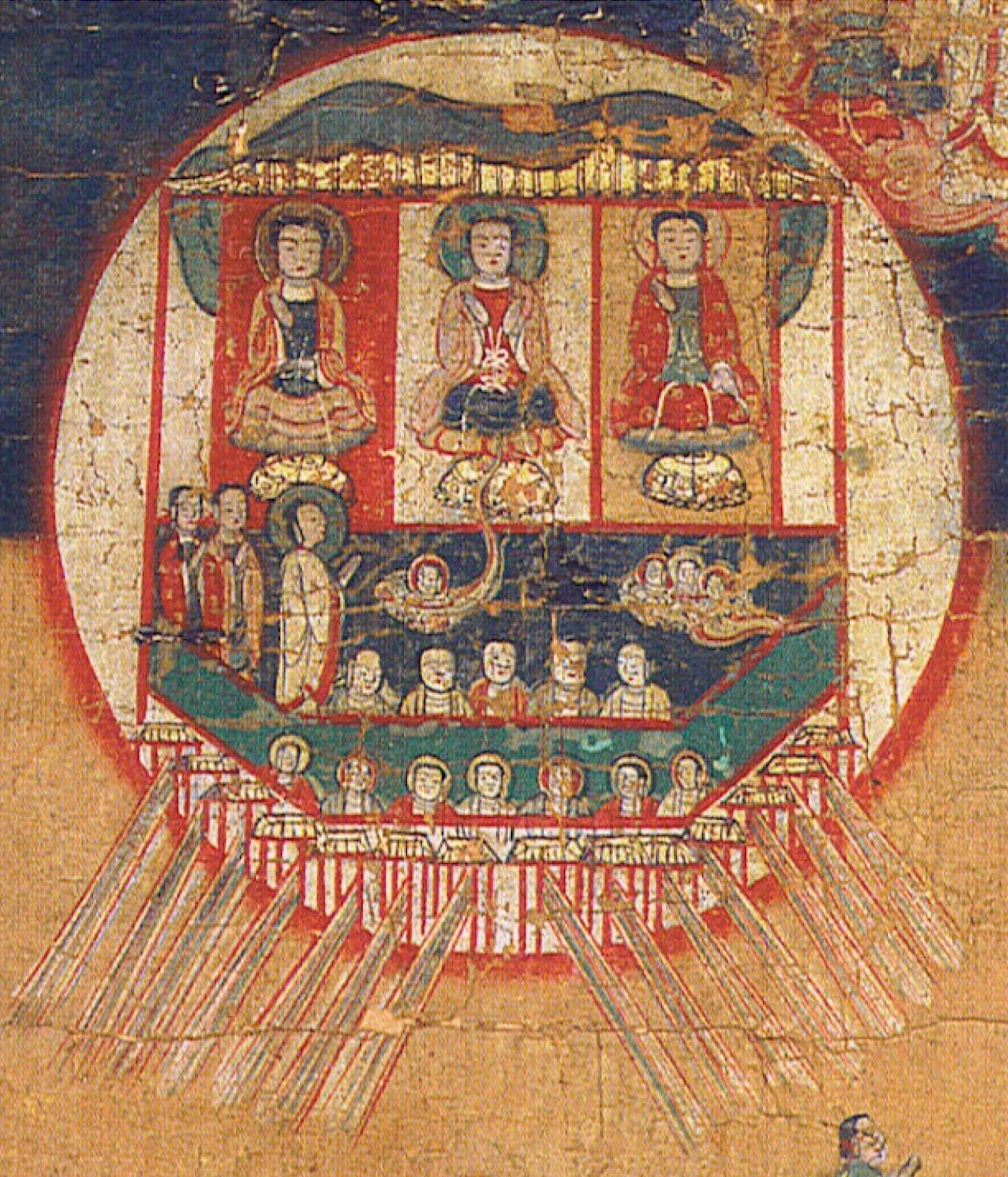
قصر القمر، المصوَّر على شكل سفينة في "مخطط الكون المانويّ"، من عهد أسرة يوان. ثلاثة آلهة (عذراء النور، يسوع، الإنسان الأول)،

تعرّف ماني على أشكال مختلفة من المسيحية في جنوب بلاد ما بين النهرين في القرن الثالث، وشكّل يسوع المسيح عنصرًا أساسيًا في تعاليمه. نشأ ماني في مجتمع يهودي مسيحي من الإلكيسائيين، وكان على تواصل مع جماعات مسيحية أخرى، مثل البرديسانيين والمرقيونيين. في هذه المنطقة الغربية من الإمبراطورية الساسانية، كانت الزرادشتية أقل انتشارًا بكثير منها في المقاطعات الوسطى. أتاحت البيئة العالمية ومتعددة الأعراق في أواخر بلاد ما بين النهرين القديمة لماني المتعلم جيدًا دراسة تعاليم الأنبياء الآخرين وربطها بتعاليمه. وبينما شُرح زرادشت وبوذا التاريخي أيضًا، حظي يسوع المسيح بأكبر قدر من الاهتمام في كتابات ماني. تنقسم علاقة ماني بيسوع إلى ثلاثة مواضيع رئيسية: "يسوع كمخلصه الشخصي" (كما ورد في مخطوطة كولونيا المانوية (en))، و"ماني رسول يسوع المسيح" (كما ورد في ختم ماني البلوري وكإشارة ذاتية في رسائله)، و"ماني بارقليط يسوع" (كما ورد في تسميات تلاميذه). في عظة محفوظة في ترجمة قبطية من مصر في القرن الرابع، يلخص ماني حياة يسوع.
تؤكد مصادر مختلفة أن موضوعات ذات أصل مسيحي، وخاصة شخصية يسوع، لا تزال مهمة عبر التاريخ المانويّ. توثق كتابات أوغسطينوس التفاني المانويّ ليسوع. حُفظت الترانيم المانوية ليسوع في مجموعة متنوعة من اللغات، وخاصة القبطية من مصر في القرن الرابع، وبدرجة أقل، البارثية والسغدية والفارسية الوسطى والأويغورية، من القراخوجة في القرنين الثامن والحادي عشر، وحتى الصينية الوسطى، شمال الصين في القرن الثامن. أدى هذا الثراء في موضوعات يسوع، وخاصة في الجزء الغربي من العالم المانويّ، إلى قراءة مسيحية للمانوية سيطرت على الدراسات المبكرة لهذا الدين. تنقسم الآراء حول أصل المانوية اليوم إلى تفسيرين متعارضين، وفقًا لما نشأت فيه المانوية في الزرادشتية ذات التأثيرات المسيحية القوية أو، على العكس من ذلك، في المسيحية ذات التأثيرات الزرادشتية القوية. بغض النظر عن أي من هاتين النظرتين التقليديتين، فلا شك أن رعايا يسوع كانوا جزءًا لا يتجزأ من المانوية.

## في الفكر المانوي
في الاستخدام المسيحي الأصلي، قد يُصاحب اسم يسوع (الذي يُفسر تقليديًا بـ" يهوه يخلص") لقب المسيح أو المسيا، وقد لا يُصاحبه، ولكن استُخدم المسيح وحده أيضًا، كما لو كان اسمًا قائمًا بذاته. باستخدام هذه الألقاب، عبّر آباء الكنيسة الأولى عن اقتناعهم بأن يسوع قد حقق رجاء الفادي الأخروي.
في التعاليم الغنوصية، من ناحية أخرى، كان هناك ميل قوي لفصل يسوع الأرضي، أي الإنسان يسوع الناصري، عن المسيح السماوي، المخلص الكوني، وهو تمييز ربما تم التنبؤ به بالفعل في المجتمع اليهودي المسيحي من الألكسيين، حيث نشأ ماني مع فكرة يسوع الكوني الذي يعاني على الأرض وفي الماء. لا يوجد المفهوم المسيحي للتضحية الفريدة ليسوع في المانوية، وبالتالي يبدو أن يسوع لم يكن أساسيًا في العقيدة المانوية. ومع ذلك، في الواقع، كان أحد أكثر الشخصيات شعبية في الكتابات المانوية ويمكن تمييز ستة جوانب مختلفة على الأقل، وكلها كانت ذات أهمية كبيرة للمعتقدات والعبادة المانوية.

## ست هويات ليسوع
كان يسوع اسمًا شائعًا في فلسطين القديمة؛ أما كريستوس فهو لقب من أصل يوناني مشترك ويعني "الممسوح "، وهو ترجمة فضفاضة للقب العبري "المسيح". استخدم آباء الكنيسة الجمع بين الكلمتين، "يسوع المسيح"، مشيرين إلى أن المسيحية تُقر تمامًا بأن يسوع هو المسيح، أي المخلص الموعود لليهود في الكتاب المقدس. في المقابل، تميل الغنوصية، بفكرها اللاهوتي الثنائي، إلى التمييز بوضوح بين يسوع التاريخي والمسيح باعتباره الله. في المانوية، تُميز ثلاث هويات منفصلة ليسوع، ويزيد المؤرخون أحيانًا من تمييزها لحصر ستة جوانب مميزة على الأقل ليسوع، كانت جميعها ذات أهمية بالغة في المعتقد والعبادة المانوية.

## يسوع المضئ
يسوع المضئ (يشوو زيوا؛ وتترجم أيضًا باسم يسوع المتألق، ويسوع البهاء، ويسوع الإشراق) هو الجانب السابق لوجود يسوع في المانوية، ويمكن مقارنته بالكلمة الأزلية في المسيحية. فهو يحمل المعرفة حول أسرار الماضي والحاضر ونبوءة المستقبل من ناحية، والقدرة على التمييز بين الخير والشر تجاه البشرية من ناحية أخرى. بصفته يسوع المضيء كان دوره الأساسي هو الكشف والدليل؛ وبالتالي، كان يسوع المنير هو الذي أيقظ آدم وكشف له الأصول الإلهية لروحه وأثرها المؤلم للجسد واختلاطها بالمادة. وبالتالي، فإن يسوع هو أيضًا الذي حرر آدم ونصحه بتناول الطعام من شجرة المعرفة للهروب من سجن أمير الظلام.
هذا الجانب من يسوع هو المخلص الذي يفدي النور المسجون في الإنسان؛ والذكاء الفادي، العقل الأعظم، هو انبثاقه. يسوع المضئ هو أحد آلهة الفداء في "الاستحضار الثالث" (سلسلة من الآلهة التي استحضرها أبو العظمة لغرض الخلاص)، ويُعتبر انبثاقًا للرسول الثالث، العضو الأول في الاستحضار الثالث. ولكن نظرًا لأهميته العظيمة ووظائفه المتعددة، يُمثل مكانه في التسلسل الإلهي أحيانًا بشكل مختلف، على سبيل المثال، كابن العظمة (أي، ابن أبا العظمة) أو ابن الإنسان الأول (العضو الثاني في "الاستحضار الأول").
إنه الحكمة العظيمة، المسؤول عن إنقاذ جزيئات النور المسجونة في جسم الإنسان. وهو الرسول الثالث الذي استدعاه الإله الأعلى للمانوية لإنقاذ العالم. وقد جعل فعل الخلاص الذي قام به الرسول الثالث الشياطين قلقين وخائفين من فقدان السيطرة على عنصر النور، لذلك خلقوا آدم وحواء، أسلاف البشر الأصليين، وسجنوا النور في جسم الإنسان كروح. كان النور قادرًا على نقل المعرفة الروحية للخلاص إلى آدم من أجل إيقاظ أرواح البشر الغارقة. ولكن آدم تعرض لإغراء حواء لإنجاب قابيل وهابيل وشيث، مما أدى إلى فشل الخلاص. وبينما يستمر البشر في التكاثر، تخضع الروح للجسد، ولا يمكن لعنصر النور الهروب من حبس أمير الظلام.

### يسوع الطفل
يُوصف يسوع الطفل بأنه تجسيد ليسوع المضيء مع علاقة وثيقة مع يسوع المتألم، ويتم تحديده باعتباره تجسيدًا لإرادة الروح للفداء.

### يسوع القمر
بما أن يسوع النوراني يقيم على القمر، على الأقل في المعتقد السائد، يُعرّف القمر نفسه بيسوع النوراني. يحتوي نص صغدي على عبارة "في الليل عندما أشرق يسوع [القمر]".

### يسوع القائم
تنبأ عن قيامة يسوع، أو يسوع الأخروي، ليحكم البشرية لمدة 120 عامًا بعد دينونته الأخيرة وقبل أن يُطهّر الحريق العظيم ما تبقى من نور الفداء. من العظة القبطية عن الحرب العظمى، التي يُصوَّر فيها يسوع المُنير وهو يُقيم الدينونة الأخيرة، يتضح أن شخصية يسوع القائم كانت وثيقة الصلة بشخصية يسوع المُنير.

### يسوع المسيح
كان يسوع المسيح هو يسوع الناصري التاريخي، الذي عُرف بأنه نبي اليهود وسلف ماني الذي بشر بالحقيقة وصنع المعجزات. أما المانويون، فقد اعتنقوا مذهبًا واحدًا في الطبيعة، وهو مذهب دوسيتي في المسيحية، معتقدين أنه إلهي تمامًا، له جسد روحي فقط لا مادي، مع أنه ظهر على الأرض رسولًا للنور بمظهر بشري. وبالتالي، لم يشهد ميلادًا بشريًا قط، بل وُلد حقًا فقط عند معموديته، حيث اعترف الآب صراحةً ببنوته في تلك المناسبة. وقد اعتُبر تغير شكل المسيح ومظهره "سرًا "، مذكرين بوصف أوغسطينوس لآلام المسيح الغامضة. أما معاناة يسوع المسيح وموته وقيامته، فكانت في المظهر فقط، مثالًا على معاناة النفس البشرية وخلاصها في النهاية، ولكنها لم تكن ذات قيمة خلاصية في حد ذاتها، مع أنها كانت تنذر باستشهاد ماني نفسه.

### يسوع المتألم

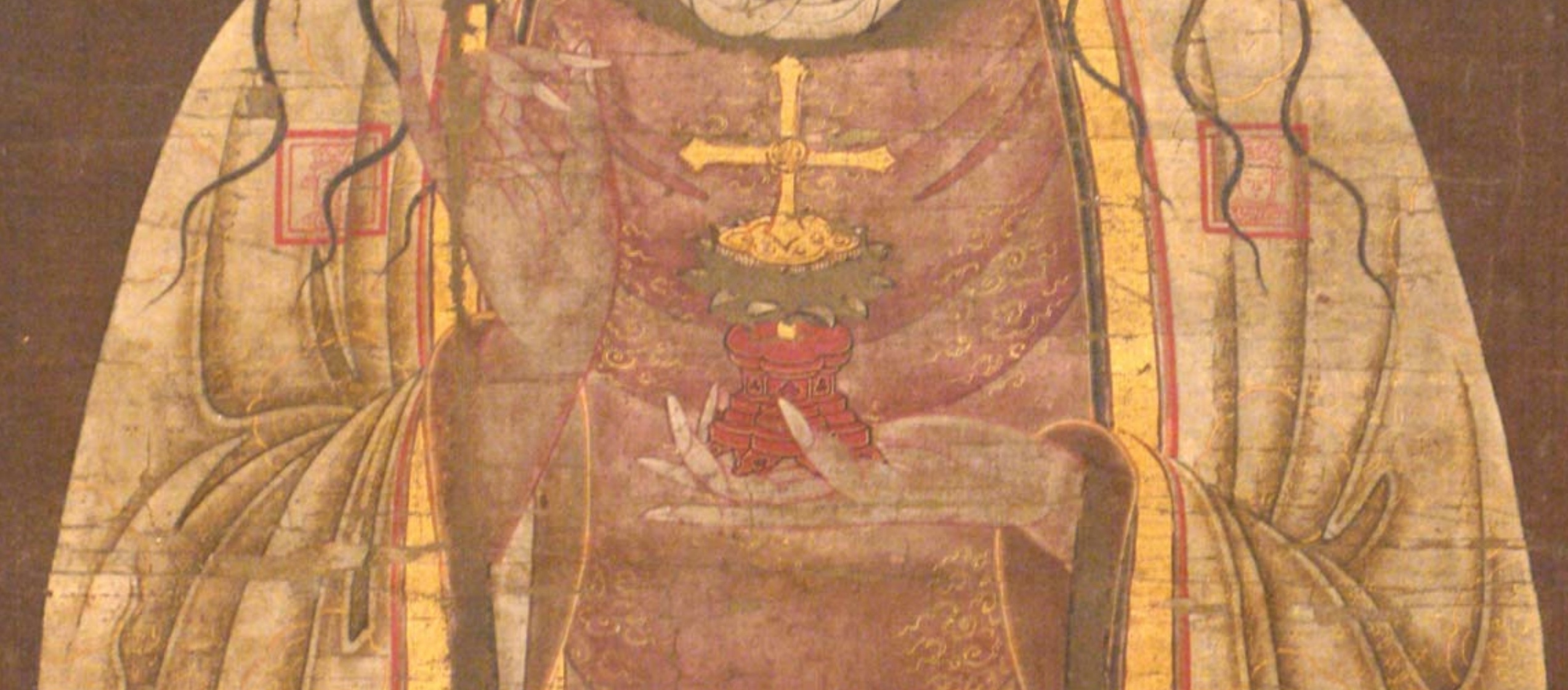
تم وضع صليب الضوء الموضح في تفاصيل "لوحة المانوية لبوذا يسوع" من عهد أسرة سونغ الجنوبية على منصة تشو هونغليان.

يسوع المتألم (يسوع باتيبيليس) هو نفسه الروح العالمية والذات الحية، وهي النور المسجون في المادة؛ ومثل يسوع التاريخي، يُصوَّر مصلوبًا في العالم. وقد فُهم الألم الذي عانى منه النور المسجون على أنه حقيقي وشيك، وليس مجرد مجاز. وتتجلى هذه المعاناة الدائمة والشاملة للروح الأسيرة في صلب يسوع المتألم، الذي كان "حياة الإنسان وخلاصه"، على صليب النور الذي عُلِّق عليه. ولم يكن هذا التأمل الصوفي حاضرًا في كل شجرة وعشب وفاكهة وخضروات فحسب، بل حتى في أحجار الأرض وتربتها، كما هو موصوف في المزامير المانوية القبطية.

### ملخص
يمكن تلخيص جميع جوانب يسوع في المانوية بمفهوم موحد لشخصية "المخلص المُخلّص" الكونية، المُتألمة والمُخلّصة للعالم. ومن خلال هذه الجوانب، أصبح يسوع شخصيةً حاضرةً في كل مكان في علم الكونيات المانوية. ومع ذلك، قد يُمثَّل يسوع في كل جانب من جوانبه بكيانات أسطورية أكثر دقة: يسوع المُنير بالعقل العظيم، ويسوع المُتألم بالروح العالمية، ويسوع الطفل بحماس الحياة، ويسوع القمر بتألقه، وهكذا.

## في أدب كيفالايا

### ترنيمة المعلم
في حين نادرًا ما يُطلق على يسوع اسم يسوع الروعة في كتابات المانوية الأخرى، يُطلق عليه عادةً هذا الاسم في كفالايا المعلّم، في الكفالايا، يسوع هو تجسيد لأبي العظمة ويبدو أنه مطابق للمبعوث الثالث والكلمة الحية، التي أُرسلت لإصلاح الضرر الذي أحدثته تمرد الأركون. عندما ينزل يسوع الروعة إلى الأرض، فإنه يتخذ لاحقًا شكل الجسد ليُظهر نفسه في العالم المادي.

## في نص "الحمد ليسوع"
بعد دخول المانوية إلى الصين، ولأن صورة يسوع كانت غير مألوفة تمامًا للثقافة الصينية، دمجها المبشرون بالثقافة البوذية، وأطلقوا على يسوع اسم بوذا، وقدموا له نموذجًا للرحمة العظيمة والراحة. صورة بوذية. لذلك، كتب المؤمنون المقتطف التالي من ترنيمة "نص تسبيح يسوع"، وهو أشبه بنص بوذي في مخطوطة ترانيم المانوية الصينية:
بوذا-يسوع، الذي هو أقوى شخص وأكثرهم رحمة في العالم، يغفر لي خطاياي.
استمع إلى كلماتي المؤلمة وأخرجني من بحيرة النار السامة. أود أن أعطي ماء التحرير العطر، والتيجان الاثني عشر المرصعة بالجواهر والستائر. لتطهيرني من غبار طبيعتي الرائعة، ولتزيين جسدي الطاهر لجعله مستقيمًا. أتمنى أن أتخلص من الشتاءات الثلاثة والعقد السامة الثلاثة، واللصوص الستة والرياح السامة الستة. دع ربيع دارما العظيم يمجد طبيعتي، ودع أشجار الطبيعة والزهور تزدهر. أتمنى أن تنطفئ موجات النار العظيمة والسحب الداكنة والضباب. دع يوم دارما العظيم يشرق ببراعة، حتى يكون ذهني دائمًا نقيًا. أتمنى أن أتحرر من مرض البكم والعمى، ومن الوحوش والشياطين. أنزل دواء دارما العظيم للشفاء العاجل، وأسكت التعويذة الإلهية لطرد الأرواح. لقد عانيت من عقبات كثيرة ومصاعب لا تُحصى. لذا، فليغفر لي الحكيم العظيم وينقذني من كل المصائب.

ليرحمني يسوع ويحررني من كل قيود الشيطان.